# European Physical Journal
European Physical Journal (EPJ) è una rivista scientifica internazionale peer-reviewed di fisica, pubblicata da Springer, con elevato Impact Factor.
Derivò dalla fusione di diverse riviste di fisica europee: il Nuovo Cimento A e D della Società italiana di fisica, il Journal de Physique I, II, e III della Société française de physique, ed il Zeitschrift fur Physik della Springer nel 1998.
- European Physical Journal A si occupa di adroni e nuclei
- European Physical Journal AM si occupa di fisica dei metamateriali
- European Physical Journal AP si occupa di fisica applicata
- European Physical Journal B si occupa di fisica dello stato solido e fisica dei sistemi complessi
- European Physical Journal C si occupa di fisica delle particelle e di teoria quantistica dei campi
- European Physical Journal D si occupa di fisica atomica, fisica molecolare, fisica del plasma ed ottica
- European Physical Journal DS si occupa di data science
- European Physical Journal E si occupa di materia soffice e fisica biologica[1]
- European Physical Journal H si occupa di storia della fisica moderna

- European Physical Journal N si occupa di fisica nucleare
- European Physical Journal NBP si occupava di fisica biomedica
- European Physical Journal Plus
- European Physical Journal PV si occupa dell'effetto fotovoltaico
- European Physical Journal QT si occupa di tecnologia quantistica
- European Physical Journal ST: Special Topics
- European Physical Journal TI si occupa di tecniche e strumentazione
- European Physical Journal WOC: Web of Conferences

Le riviste spagnole Anales de física, ungherese Acta physica hungarica e portoghese Portugaliae physica furono unite con l'European Physical Journal B nel 2000. La rivista ceca Czechoslovak Journal of Physics fu unita nel 2006. Nel 2007, il Journal de Physique IV è diventato l'European Physical Journal ST.